# SM i futsal 2008-2009
La SM i futsal 2008-2009 è stata la 6ª edizione del Campionato svedese di calcio a 5, disputato nella stagione 2008/2009. La formula ha previsto tre turni: un primo con 12 gruppi da tre squadre ciascuno svoltosi tra ottobre e novembre del 2008, dove passava il turno la prima classificata di ogni gruppo; il secondo con quattro gruppi di tre formazioni che hanno qualificato le quattro squadre semifinaliste che hanno disputato la final four il 15 febbraio 2009 a Skövde. La vittoria finale è andata allo Skövde AIK, al suo quarto titolo nazionale, terzo consecutivo.

## Final four

### Semifinali
| Skövde 15 febbraio 2009 | Skövde AIK | 11 – 4 | Söderhamns FF |  |

| Skövde 15 febbraio 2009 | Sköllersta IF | 2 – 0 | Kinna IF |  |

### Finale 3º-4º posto
| Skövde 15 febbraio 2009 | Söderhamns FF | 2 – 0 | Kinna IF |  |

### Finale
| Skövde 15 febbraio 2009 | Skövde AIK | 7 – 3 | Sköllersta IF |  |